# Sandra Nowicka
Sandra Nowicka (ur. 15 lutego 1992) – polska koszykarka występująca na pozycji rzucającej, obecnie zawodniczka TS Ostrovii Ostrów Wielkopolski.

## Osiągnięcia
Stan na 4 marca 2018.
Drużynowe
- Awans do BLK (2016)

Indywidualne
- Liderka w przechwytach II ligi (2017)